# Caprivi Liberation Army
De Caprivi Liberation Army (CLA) is een geheime separatistenbeweging in Namibië die streeft naar een onafhankelijk Caprivi.
Voormalig DTA leider Mishake Muyongo wordt gezien als de leider van de separatisten. Muyongo zat vanaf de onafhankelijkheid in 1990 acht jaar voor oppositiepartij DTA (Democratic Turnhalle Alliance) in het Namibische parlement. Gezegd wordt dat hij echter al in 1989 mensen aan het werven was voor zijn ideeën voor een onafhankelijk Caprivi.
Zijn aanhangers vond hij onder leden van de voormalige SWATF (South West Africa Territory Force), die tijdens de onafhankelijkheidsstrijd tegen de SWAPO (South West Africa People’s Organisation) hebben gevochten. Bijeenkomsten werden in het regionale kantoor van de DTA in Katima Mulilo georganiseerd.

## Moedig als een olifant
Het comité voor afscheiding noemde zich 'Kopano ya Tou', wat ongeveer betekent "de trots van een olifant". Uit dit geheime comité is de afscheidingsbeweging RLMC (Revival Liberation Movement for Caprivi) gevormd. Later heette het de CLA (Caprivi Liberation Army). De leden van deze ondergrondse afscheidingsbeweging werden in geheime kampen getraind door voormalige Koevoet- en SWATF-militairen. Men had beschikking over wapens die door de SWATF bij terugtrekking waren achtergelaten.
Begin november 1998 kwamen de Namibische autoriteiten met aanklachten tegen de vermeende separatisten. Tussen november 1998 en april 1999 vluchtten meer dan 2400 mensen uit de regio Caprivi naar buurland Botswana en vroegen daar politiek asiel aan. Onder hen waren ook de gouverneur van de regio, John Mabuku, en de traditionele leider van de Mafwe-bevolking, Chief Boniface Mamili. CLA-leider Muyongo nam de wijk naar Denemarken en kreeg daar asiel.

## Strijd en proces
Op 2 augustus 1999 staken gewapende separatisten vanuit Zambia de Zambezi over om in Katima Mulilo overheidsgebouwen aan te vallen. Verscheidende politiemensen werden gedood en het hoofdbureau van politie alsmede het lokale radiostation werden ingenomen. Bij gebrek aan voldoende middelen verdwenen na korte tijd de separatisten echter weer uit Katima Mulilo.
In de daarop volgende onrustige periode werden reizigers en toeristen in de Caprivistrook overvallen, met als dieptepunt de moord op drie Franse toeristen in december 1999. De toedracht van de moord is nooit opgehelderd. Er bestaat een vermoeden dat de Angolese UNITA-beweging van Jonas Savimbi verantwoordelijk is voor de moord. Vanaf dat moment gaven alle westerse landen een negatief reisadvies af voor de Caprivistrook. Vanaf februari 2000 was het slechts mogelijk om onder begeleiding van het Namibische leger in konvooi door de Caprivistrook van en naar Katima Mulilo te reizen. Dit duurde totdat de situatie in juli 2001 werd veilig verklaard. 
Zo’n 120 (vermeende) leden van de CLA hebben lange tijd gevangengezeten voordat het proces werd begonnen. Het proces tegen hen wegens hoogverraad is, anno 2005, gaande in Grootfontein.

## Etnische zuivering?
De regio Caprivi kent twee grote stammen, de Mafwe en de Masubia. Tijdens het proces komt uit getuigenverklaringen naar voren dat er ook een etnisch geschil een rol speelde, Toen de plannen voor afscheiding omstreeks 1997 concreter werden, riep Muyongo – zelf een Mafwe – op tegen de Masubia. Het gebied waar van oudsher de Mafwe wonen zou etnisch gezuiverd moeten worden.